# Srebrov oksid baterija
Srebro-oksid baterije su primarne baterije.
Katoda je srebrov(I)-oksid (Ag2O), anoda je cink, a elektrolit je uglavnom natrij-hidroksid ili kalij-hidroksid.
Kemijska reakcija koja se odvija je:
U usporedbi s alkalnim baterijama, veće su energijske gustoće, kapaciteta od tih baterija iste voltaže i vrlo su učinkovite po jedinici mase. i Slabost im je kraći životni vijek. Ove su baterije bile najveće energijske gustoće među baterijama koje su bile na tržištu sve do pojave litijevih baterija.
Zbog skupog srebra nisu toliko u uporabi, pa ih se izrađuje u manjim oblicima kao dugmaste. Primjenjuje ih se u običnim potrošačkim uređajima kao što su ručni satovi i digitroni. 
Zbog visoke elektropozitivnosti srebra, može ga se primijeniti u proizvodnji kemijskih izvora struje visoke specifične energije.
Kod velikih potrošača, koriste ih vojna industrija i ratna mornarica u namjenama kao što je napajanje torpeda, svemirskim letjelicama s i bez posade. 
Potrošene srebrov oksid baterije može se oporaviti radi izvlačenja srebra iz njih. Ekološki predstavljaju problem jer sadrže 0,2% žive koja se stavljala u ove baterije sve do nedavno. Curenje se kod ovih baterija javlja pet godina nakon što ih se stavi u uporabu, što se poklapa s normalnim životnim vijekom ovih baterija. Prve srebrov oksid baterije bez žive pojavile su se na tržištu 2004. kad je takve baterije proizveo Sony.

## Vanjske poveznice
- SUPEUS stručni seminari – Spremanje energije  Arhivirana inačica izvorne stranice od 5. prosinca 2014. (Wayback Machine) Autor: Krešimir Trontl, FER, 11. prosinac 2012